# Hendrik Herzog
Hendrik Herzog (* 2. April 1969 in Halle (Saale)) ist ein ehemaliger deutscher Fußballspieler. In der höchsten Spielklasse des DDR-Fußballs, der Oberliga, spielte er für den BFC Dynamo beziehungsweise dessen Nachfolger FC Berlin.

## Sportliche Laufbahn

### Gemeinschafts-, Club- und Vereinsstationen
Hendrik Herzog spielte in der Jugend für die SG Dynamo Halle-Neustadt und die SG Dynamo Eisleben. 1981 wurde das Talent innerhalb der Sportvereinigung Dynamo in die Nachwuchsabteilung des BFC Dynamo delegiert wurde. Dort zählten unter anderem Herbert Schoen, Peter Rohde und Wolfgang Filohn zu seinen Ausbildern.
Beim amtierenden Titelträger rückte er in der Saison 1986/87 in die 1. Mannschaft auf und bestritt bis 1991 63 Spiele (fünf Treffer) in der DDR-Oberliga für die Weinroten. Er war somit an den letzten beiden DDR-Meistertitel in der zehnjährigen Siegesserie des BFC beteiligt.
Im Zuge der Vereinigung der beiden zuvor getrennten deutschen Ligensysteme wechselte er zur Saison 1991/92 in die 1. Bundesliga zum FC Schalke 04, wo er vier Jahre lang spielte. Danach ging er zum VfB Stuttgart und nach zwei Jahren zum damaligen Aufsteiger Hertha BSC. 2001 wechselte er zur SpVgg Unterhaching, wo er 2002 seine Karriere nach diversen Verletzungen beendete.

### Auswahleinsätze
Bei der U-16-EM 1985 trat das Talent vom BFC Dynamo mit der Jugendauswahl der DDR in Ungarn an. Im kleinen Finale verlor die ostdeutsche Vertretung mit 0:1 und verpasste somit eine Medaille.
Mit der DDR-Juniorennationalmannschaft weilte er im Sommer 1986 bei den Jugendwettkämpfen der Freundschaft. Beim Turnier in Nordkorea belegte das Team von Trainer Frank Engel mit dem Kapitän Herzog an der Spitze den 2. Platz. Mit jener für die Junioren-EM 1986 aufgestellten U-19-Mannschaft holte er sich im Herbst 1986 den Titel, wobei Herzog sportlich keinen bedeutenden Part spielte. Das Fachblatt fuwo urteilte über ihn: „Die Einwechslung im Finale war für den Kapitän der ‚U 18‘ ebenfalls Dank und Anerkennung für seine untadelige sportliche Haltung, für die gute Rolle im Kollektiv.“
Für das Aufgebot der U-20-Nationalelf bei der Junioren-WM-1987 wurde der Ost-Berliner nominiert, aber von Coach Eberhard Vogel in nur zwei Spielen kurz vor Schluss eingesetzt. So schrieb Ex-Nationalspieler Jürgen Nöldner über seine Turnierteilnahme, die für die DDR auf dem Bronzerang sehr erfolgreich endete, in der fuwo das Folgende: „Nur Minuteneinsätze für den Berliner. Muß da kräftiger und entschlossener zupacken, sich mehr zutrauen.“
Aufgrund seiner Oberligaeinsätze für einen Spitzenclub im ostdeutschen Männerfußball wurde der BFC-Verteidiger auch für die Auswahltrainer des DFV interessant. Als einer der Stammdefensivkräfte nahm er mit der Nachwuchsauswahl der DDR an der U-21-EM-Qualifikation 1990 teil.
Herzog absolvierte in den Jahren 1989 und 1990 sieben Partien in der DDR-A-Nationalelf. Ein EM- oder WM-Qualifikationsspiel war unter diesen Partien nicht. Mit der Auswahl weilte er neben seinen fünf Freundschafts-A-Länderspielen Anfang 1990 bei einem Turnier in Kuweit, bei dem die Elf von Eduard Geyer gegen Frankreich klar mit 0:3 verlor und gegen den Gastgeber knapp mit 2:1 gewann.

## Weiterer Werdegang
Hendrik Herzog absolvierte nach seiner Karriere bei Hertha eine Ausbildung zum Sport- und Fitnesskaufmann. Seit der Saison 2007/08 ist er Zeugwart beim Berliner Bundesligisten. In der Saison 2010/11 betreute er als Co-Trainer Herthas U-19.